# Heimbach (Nahe)
Der Heimbach ist ein (mit Oberlauf Reichenbach) knapp 10,5 km langer Bach im rheinland-pfälzischen Landkreis Birkenfeld und ein rechter Zufluss der Nahe.

## Geographie

### Verlauf
Der Heimbach entsteht in Heimbach auf etwa 335 m ü. NHN aus dem Zusammenfluss des rechten Reichenbachs und des linken Unnerbachs. Er fließt gewunden westwärts, nimmt bald von links den Igelsbach auf. Nach 1,6 km mündet er auf etwa 317 m ü. NHN von rechts und kurz vor dem Bahnhof Heimbach auf der anderen Flussseite in die Nahe.

### Einzugsgebiet
Das Einzugsgebiet des Heimbachs umfasst 74,1 km², zu dem seine beiden Oberläufe Reichenbach mit 36,8 km² und Unnerbach mit 30,8 km² den bei weitem größten Teil beitragen. Deren Teileinzugsgebiete liegen überwiegend auf der Baumholder Platte des Baumholderer Hochlands, während der übrige Teil mit dem sehr kleinen unmittelbaren Einzugsgebiet des Heimbachs im Prims-Nahe-Bergland der Idarvorberge liegt, alle zusammen Teile des Naturraums Prims-Nahe-Bergland.

### Zuflüsse
Hierarchische Liste der Zuflüsse, jeweils von der Quelle zur Mündung. Auswahl. Längen und Einzugsgebiete nach der amtlichen Gewässerkarte, Höhen nach der amtlichen topographischen Karte.
- Reichenbach, rechter Oberlauf von Nordosten, 8,9 km und 36,8 km². Entspringt auf etwa 468 m ü. NHN nahe der Wüstung Ausweiler.
  - Schwarzenbach, von links und Ostsüdosten auf etwa 439 m ü. NHN bei Reichenbach, 2,1 km und 1,0 km². Entsteht auf etwa 494 m ü. NHN am Nordwestabhang des Reckelsbergs.
  - Essbach, von rechts und Nordwesten auf etwa 395 m ü. NHN in einem Teich vor Reichenbach, 1,0 km und 2,7 km².
  - Bruderbornbach oder Baumholder Bach (bis zur Einmündung in den etwa 3 ha großen Baumholder Stadtweiher: Wasembach), von links und Südosten auf etwa 365 m ü. NHN westnordwestlich von Ruschberg, 7,9 km und 13,4 km². Entsteht auf etwa 512 m ü. NHN im Baumholder Stadtwald.
  - Bach von der Reichenbacher Höhe, von rechts und Westnordwesten auf etwa 360 m ü. NHN vor und gegenüber der Seibertsmühle, 1,1 km und 0,7 km².
  - Eschelbach, von links und Südosten auf etwa 359 m ü. NHN nach der Seibertsmühle, 6,6 km und 7,1 km². Entsteht auf etwa 501 m ü. NHN östlich des Eschelbacherhofes.
- Unnerbach, linker Oberlauf von Südosten, 9,2 km mit Oberlauf Hirschbach und 30,8 km².
- Igelsbach, am Oberlauf Eiselbach, von links und Südsüdwesten auf etwa 329 m ü. NHN noch in Heimbach, 4,4 km und 5,4 km². Entsteht auf etwa 507 m ü. NHN südlich von Leitzweiler an der A 62.